# Burmagomphus arboreus
Burmagomphus arboreus е вид водно конче от семейство Gomphidae.

## Разпространение
Видът е разпространен в Китай (Юннан) и Мианмар.